# Símbols de Guissona
L'escut oficial de Guissona (Segarra) té el següent blasonament:
Escut caironat: d'or, tres faixes ondades abaixades d'atzur acompanyades al cap d'una creu grega patent de sable. Per timbre una corona mural de vila.
Va ser aprovat l'1 de juny de 1983 i publicat al DOGC el 7 de juliol del mateix any amb el número 342.

## Heràldica
Guissona és considerada "la deu de la Segarra", una comarca eminentment seca. Les tres faixes ondades representen les principals fonts de la localitat (originàriament n'eren quatre): la font de l'Estany, la font de la Vila i la font de la Salut. L'esmalt daurat de l'escut recorda la sequedat del terreny. La vila fou reconquerida als musulmans pels bisbes d'Urgell l'any 1024, i des de llavors l'Església sempre hi ha tingut una importància remarcable; la creu de sable al·ludeix a santa Maria, patrona de la vila, i també a la col·legiata de Santa Maria de Guissona.
La corona mural de vila recorda que Guissona fou una població emmurallada. Tenia un castell i tres grans torres: Portal de l'Àngel, Sant Roc i Sant Sebastià.

## Bandera
La bandera oficial de Guissona és d'origen heràldic i té la següent descripció:
Bandera apaïsada, de proporcions dos d'alt per tres de llarg, groga, amb la creu patent grega negra de l'escut de braços de gruix 2/27 de la llargària del drap als extrems, i 1/27 al centre, i d'alçària 1/3 de la del mateix drap situada a 1/12 de la vora superior i a 4/27 de l'asta; i tres faixes blau clar ondades de quatre ones cadascuna de gruix 1/18 de l'alçària del drap, la tercera a 1/18 de la vora inferior.
Va ser aprovada el 24 de novembre de 2000 i publicada al DOGC el 22 de desembre del mateix any amb el número 3291.